# Bondurant (Iowa)
Bondurant – miasto w Stanach Zjednoczonych, w stanie Iowa, w hrabstwie Polk.

## Demografia
Zgodnie ze spisem statystycznym z 2000, miasto liczyło 1846 mieszkańców. W 2023 liczba mieszkańców wzrosła aż do 8959 osób, a gęstość zaludnienia przekroczyła 722 osoby/km². Na przestrzeni niespełna ćwierćwiecza zaludnienie Bondurant zwiększyło się prawie 4,9-krotnie.